# Sebastian Bach

Sebastian Bach (2012)

Sebastian Bach (* 3. April 1968 in Freeport auf den Bahamas als Sebastian Philip Bierk) ist ein kanadischer Sänger, der von 1987 bis 1996 Frontmann der Hard-Rock-Band Skid Row war. Seitdem veröffentlichte er auch mehrere Solo-Alben.

## Karriere
Nach einer Einladung von Dave „The Snake“ Sabo trat Sebastian Bach 1986 der Gruppe Skid Row bei. Nach dem Rauswurf aus der Band im Jahre 1995 gründete er eine neue Band namens Sebastian Bach and Friends. Er spielte am Broadway in den bekannten Stücken The Rocky Horror Show und Jekyll & Hyde.
Bach trat außerdem in den Jahren 2003 bis 2007 unregelmäßig als Gaststar in der Serie Gilmore Girls auf. Dort spielte er den Musiker Gil. 2016 war er auch in einer Folge der Fortsetzung Gilmore Girls: Ein neues Jahr zu sehen.

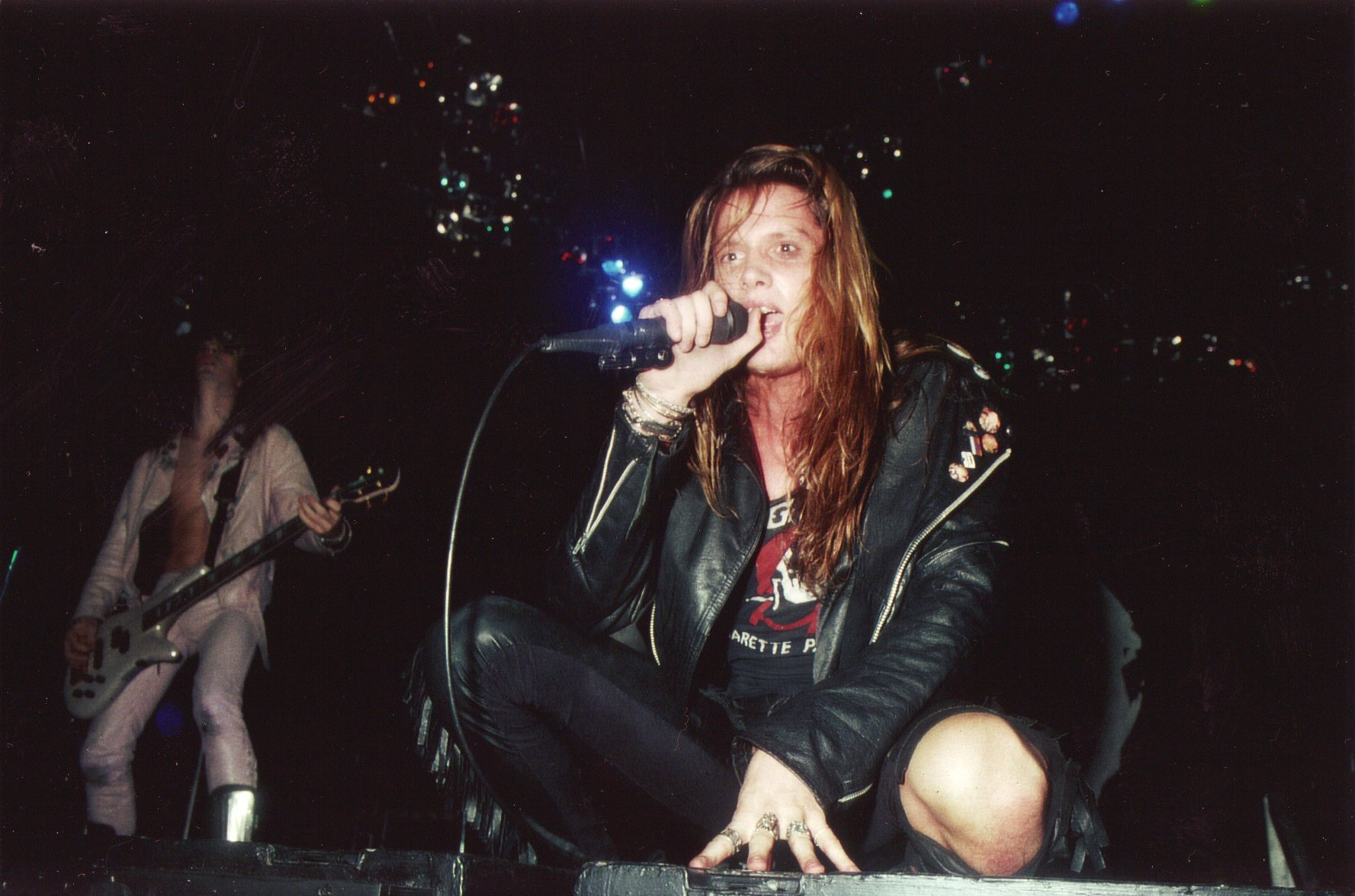
Sebastian Bach (1989)

2006 trat er mit seiner Band im Vorprogramm von Guns n’ Roses auf und sang gemeinsam mit Axl Rose, mit dem er gut befreundet ist, den Song My Michelle.
Im November 2007 erschien sein Soloalbum Angel Down. Auf dem von Roy Z produzierten Album kommt es bei drei Songs zu einem Gastauftritt von Axl Rose (u. a. bei der Coverversion des Aerosmith-Klassikers Back in the Saddle). Auf dem 2008 erschienenen Guns-N’-Roses-Album Chinese Democracy singt Bach die Backing Vocals des Songs Sorry.
Im September 2011 erschien Bachs Studioalbum Kicking & Screaming. Es wurde von Bob Marlette produziert und bei Frontiers Records verlegt. Im März 2013 erschien dazu das Live-Album ABachalypse Now.
2013 behauptete Bach, Mötley Crüe hätten ihn nach Vince Neils Ausstieg gefragt, ob er diesen ersetzen wolle. Nikki Sixx reagierte empört auf diese Äußerungen und bezichtigte Bach der Lüge. Daraufhin postete Bach auf seiner Facebook-Seite ein Interview, in dem Nikki Sixx 1994 selbst darüber berichtet hatte, zuerst Bach, dann Steve Perry von Journey und zuletzt John Corabi gefragt zu haben.
2014 erschien das Album Give ’Em Hell, das ebenfalls von Marlette produziert wurde.
2014 nahm Bach in Zusammenarbeit mit dem schwedischen DJ-Duo Dada Life den Progressive-House-Song Born to Rage auf. Das Lied entwickelte sich zu einem Club-Hit und konnte bis auf Platz 53 der offiziellen schwedischen Single-Charts vorrücken.
Von Oktober bis Dezember 2023 nahm Bach als Tiki an der zehnten Staffel der US-amerikanischen Version von The Masked Singer teil, in der er den siebten Platz erreichte.

## Privatleben
Aus früherer Ehe mit Maria Bierk hat Bach zwei Söhne, London und Paris. Seit August 2015 ist er mit dem Model Suzanne Le verheiratet.

## Solo-Diskografie
Studioalben
- 1997: The Last Hard Men
- 2007: Angel Down
- 2011: Kicking & Screaming
- 2014: Give ’Em Hell
- 2024: Child Within the Man

Livealben
- 1998: Bring ’Em Bach Alive!
- 2013: Abachalypse Now

Videoalben
- 2004: Forever Wild

Als Gastsänger
- 2005: Frameshift – An Absence of Empathy